# Canarium megalanthum
Canarium megalanthum là một loài thực vật có hoa trong họ Burseraceae. Loài này được Merr. mô tả khoa học đầu tiên năm 1926.